# Slacker
Slacker is een Amerikaanse onafhankelijke film uit 1990. De film werd in 2012 opgenomen in de National Film Registry.

## Rolverdeling
| Acteur                 | Personage     |
| ---------------------- | ------------- |
| Richard Linklater      |               |
| Rudy Basquez           | taxichauffeur |
| Mark James             |               |
| Bob Boyd               | Bozzio        |
| Terrence Kirk          |               |
| Stella Weir            | Stephanie     |
| Teresa Taylor          |               |
| Mark Harris            |               |
| Frank Orrall           |               |
| Abra Moore             |               |
| Louis Black            |               |
| Sarah Harmon           |               |
| John Slate             |               |
| Lee Daniel             |               |
| Charles Gunning        |               |
| Louis Mackey           |               |
| Scott Rhodes           |               |
| Kim Krizan             |               |
| Athina Rachel Tsangari |               |
| Kalman Spelletich      |               |
| Kendall Smith          |               |